# デオキシコール酸
デオキシコール酸（デオキシコールさん、英語: Deoxycholic acid）は、胆汁酸の一種であり、腸内の細菌の代謝によって生成される二次胆汁酸の一つである。肝臓からは、コール酸及びケノデオキシコール酸という代表的な2つの胆汁酸が分泌される。微生物は、胆汁酸-7α-デヒドロキシラーゼによりケノデオキシコール酸を二次胆汁酸であるリトコール酸に代謝し、コール酸をデオキシコール酸に代謝する。その他の二次胆汁酸としてウルソデオキシコール酸がある。デオキシコール酸は、アルコール及び酢酸に溶ける。純粋なものなら白色か灰色がかった結晶状粉末の形状をしている。